# Copa da Turquia de Voleibol Feminino
A Copa da Turquia de Voleibol Feminino é uma competição anual entre clubes de voleibol feminino da Turquia. É organizado pela FTV e para a Supercopa Turca.

## Histórico

### Resultados
Atualizado em abril de 2022..